# 麻生藩
麻生藩（日语：／ Asō-han */?）是位於日本常陸國行方郡麻生（現茨城縣行方市麻生）的藩，成立於慶長9年1月15日（1604年2月14日），延寶4年4月30日（1676年6月11日）第一次廢藩，同年6月21日（7月31日）重新立藩，明治4年7月14日（1871年8月29日）廢藩置縣。藩高峰期石高達30,300石，明治初年時的實高是14,582石左右，藩廳是麻生陣屋，藩校是明治2年11月5日（1869年12月7日）創建的精義館，天保9年（1838年）時的人口是1,398戶6,042人，嘉永4年（1851年）時是1,474戶6,967人，明治2年（1869年）時是1,723戶9,092人，明治3年（1870年）時是9,249人。

## 歷史
慶長9年1月15日（1604年2月14日），新庄直賴獲賜常陸國行方郡、河內郡、新治郡、真壁郡、那珂郡、下野國芳賀郡、都賀郡和河內郡內30,300石作為領地，並且定居於麻生。慶長18年9月27日（1613年11月9日），新庄直定繼位後分知三千石予其弟新庄直房。元和4年（1618年），下野國石橋（現栃木縣下野市石橋）的一萬石藩領轉移至新治郡內13村。寬文3年9月1日（1663年10月1日），常陸國江戶崎（現茨城縣稻敷市江戶崎）的領地轉移至鹿島郡，根據翌年的《寬文印知》記載，當時的藩領是常陸國行方郡19村、新治郡14村、鹿島郡28村、河內郡1村、那珂郡1村和下野國芳賀郡4村，總共27,317石左右。
延寶2年8月9日（1674年9月8日），藩主新庄直時讓位予第二任藩主新庄直好之子新庄直矩，藩領中的七千石由直時繼承，藩領減至20,300石。延寶4年4月30日（1676年6月11日），直矩在沒有嗣子的情況下病死，麻生藩提出以新庄直之之子直舊為末期養子，但是由於未經親族眾人商議，也沒有聽取後見人直時的意見，因此遭到改易。然而，最終在同年6月21日（7月31日），由於直時獲加增三千石而重新立藩。7月2日（8月11日），鹿島郡內的藩領轉移至行方郡和新治郡內，元祿10年（1697年）6月，新治郡大岩田（現茨城縣土浦市大岩田）的藩領轉移至茨城郡內。戊辰戰爭爆發後，由於有不少幕府兵進入麻生藩領內，麻生藩在慶應4年9月2日（1868年10月17日）開始搜捕從下總國銚子上岸的幕府軍但失敗。同年10月2日（11月15日），麻生藩兵攔截從水戶藩領玉造（現茨城縣行方市玉造甲和玉造乙）航行至麻生藩領內的船隻，船上總共載有約200名身穿軍服，報稱為德川龜之助家來的士兵，麻生藩兵在要求增援期間不慎讓船隻成功逃離。明治4年7月14日（1871年8月29日），廢藩置縣。

## 歷任藩主
| 大名家 | 家格      | 藩主     | 石高     | 藩領 |
| ------ | --------- | -------- | -------- | --- |
| 新庄家 | 外樣 無城 | 新庄直賴 | 30,300石 | 常陸國行方郡、河內郡、新治郡、真壁郡和那珂郡 下野國芳賀郡、都賀郡和河內郡                                |
| 新庄家 | 外樣 無城 | 新庄直定 | 27,300石 | 常陸國行方郡、新治郡、鹿島郡、河內郡和那珂郡 下野國芳賀郡                                                |
| 新庄家 | 外樣 無城 | 新庄直好 | 27,300石 | 常陸國行方郡、新治郡、鹿島郡、河內郡和那珂郡 下野國芳賀郡 ↓ 常陸國行方郡、新治郡、鹿島郡、河內郡和那珂郡 |
| 新庄家 | 外樣 無城 | 新庄直時 | 27,300石 | 常陸國行方郡、新治郡、鹿島郡、河內郡和那珂郡                                                             |
| 新庄家 | 外樣 無城 | 新庄直矩 | 20,300石 | 常陸國行方郡、新治郡、河內郡和那珂郡                                                                     |
| 新庄家 | 外樣 無城 | 新庄直時 | 10,000石 | 常陸國行方郡和新治郡                                                                                     |
| 新庄家 | 外樣 無城 | 新庄直詮 | 10,000石 | 常陸國行方郡和新治郡 ↓ 常陸國行方郡和茨城郡                                                              |
| 新庄家 | 外樣 無城 | 新庄直祐 | 10,000石 | 常陸國行方郡和茨城郡                                                                                     |
| 新庄家 | 外樣 無城 | 新庄直隆 | 10,000石 | 常陸國行方郡和茨城郡                                                                                     |
| 新庄家 | 外樣 無城 | 新庄直侯 | 10,000石 | 常陸國行方郡和茨城郡                                                                                     |
| 新庄家 | 外樣 無城 | 新庄直規 | 10,000石 | 常陸國行方郡和茨城郡                                                                                     |
| 新庄家 | 外樣 無城 | 新庄直計 | 10,000石 | 常陸國行方郡和茨城郡                                                                                     |
| 新庄家 | 外樣 無城 | 新庄直彪 | 10,000石 | 常陸國行方郡和茨城郡                                                                                     |
| 新庄家 | 外樣 無城 | 新庄直𩑛 | 10,000石 | 常陸國行方郡和茨城郡                                                                                     |
| 新庄家 | 外樣 無城 | 新庄直敬 | 10,000石 | 常陸國行方郡和茨城郡                                                                                     |

## 江戶藩邸
- 上屋敷
圖中「新生龜次郎」處
- 下屋敷
圖中「新庄龜次郎」處

麻生藩的江戶藩邸分別有上屋敷和下屋敷，上屋敷最初位於八代洲河岸（現東京都千代田區丸之內二丁目），延寶4年（1676年）6月被收回，原本位於向柳原（現千代田區神田佐久間町三丁目）的下屋敷變為上屋敷，享保3年（1718年）4月被收回，同年轉移至距離大手17町（約1.85公里）的濱町（現東京都中央區日本橋濱町三丁目30-6）。向柳原之後的下屋敷位於本所猿江（現東京都江東區猿江一至二丁目），見於延寶7年（1679年）之後，延享元年5月29日（1744年7月9日）轉移至深川小名木澤（八右衛門新田，現江東區北砂一丁目的北砂小學校）。

## 藩領
根據《舊高舊領取調帳》記載，麻生藩領如下，基於相給也有可能同時是皇室領、公家領、幕府領、其他藩領、旗本領或寺社領。
| 令制國 | 郡     | 町村數目 | 藩領 |
| ------ | ------ | -------- | --- |
| 常陸國 | 茨城郡 | 4村      | 田島村、竹原中鄉村、竹原新田村、大足村 |
| 常陸國 | 行方郡 | 20村     | 井上村、出沼村、手賀村、沖須村、麻生村、島並村、南村、橋門村、小高村、井貝村、於下村、船子村、五町田村、藤井村、水原村、釜谷村、大生村、大賀村、石神村、北高岡村 |

## 外部連結
- . kotobank （日语）.
- YouTube上的（日語）